# Larry Nocella
Carmelo Nocella, detto Larry (Battipaglia, 18 dicembre 1949 – Torino, 10 maggio 1989), è stato un sassofonista italiano.

## Biografia
Nato a Battipaglia, in provincia di Salerno, compie i propri studi musicali al Conservatorio di San Pietro a Majella di Napoli, cimentandosi inoltre con trombone e clarinetto. Si avvicina al jazz ascoltando Sonny Rollins, Charlie Parker, Gerry Mulligan e John Coltrane, passando così al sax tenore (che diventa il suo strumento principale) all'età di 18 anni.
Nel 1970 si trasferisce a Milano, e qualche mese più tardi a Torino, dove lo statunitense Kenny Clarke gli propone di seguirlo a Parigi per suonare al celebre jazz club "Le Chat Qui Pêche" insieme a lui. Fa ritorno a Milano nel 1973, dove diventa un habitué del "Capolinea", uno dei principali locali jazz d'Italia.
Sassofonista provvisto di una intensa carica espressiva e sonora, oltreché di orecchio assoluto, lo si può annoverare tra i più grandi jazzisti italiani. Dopo essersi esibito come solista in vari gruppi jazz e in numerosi jazz club, entra negli Area e registra il primo album dopo la morte di Demetrio Stratos, Tic & Tac. Viene poi notato da Pino Daniele, con cui registra gli album Sció live e Ferryboat. A causa delle precarie condizioni di salute suona però solo in una canzone dell'album Bonne soirée.
Celebri sono i suoi concerti jazz al Capolinea di Milano e il live tenuto a Napoli nel 1980 nel cortile del Maschio Angioino, da cui è stato ricavato un disco dal vivo.
È morto nel 1989 a Torino, per cirrosi epatica, a soli 39 anni d'età. Gli sono stati dedicati un jazz club a Torino (il Larry's Club) e una sala prove comunale a Battipaglia.

## Discografia
- 1977 - Larry Nocella - No secret
- 1980 - Larry Nocella - Everything happens to me
- 1980 - Area - Tic & Tac
- 1981 - Larry Nocella & Tiziana Ghiglioni - Loney Woman
- 1985 - Pino Daniele - Sció live
- 1985 - Pino Daniele - Ferryboat
- 1987 - Pino Daniele - Bonne soirée (nella traccia 6)